# Mühlheim an der Donau
Mühlheim an der Donau («Mühlheim del Danubio») es una pequeña ciudad alemana de unos 3.500 habitantes en el distrito de Tuttlingen en el sur de Baden-Wurtemberg. Está ubicada al inicio del valle del Danubio en el parque natural del Danubio Superior.